# 穴川站 (千葉縣)
穴川站（日语：／ Anagawa eki */?）是一個位於日本千葉縣千葉市稻毛區穴川町，屬於千葉都市單軌電車2號線的高架單軌電車車站。車站編號是CM07。

## 歷史
- 1991年（平成3年）6月12日：開業。
- 2009年（平成21年）3月14日：引入PASMO。

## 車站構造
此站是對向式月台2面2線的高架車站。

### 月台配置
| 月台 | 路線  | 目的地           | 備註                            |
| ---- | ----- | ---------------- | ------------------------------- |
| 1    | 2號線 | 都賀、千城台方向 |                                 |
| 2    | 2號線 | 千葉、千葉港方向 | 往千葉港方向途經千葉站直通1號線 |

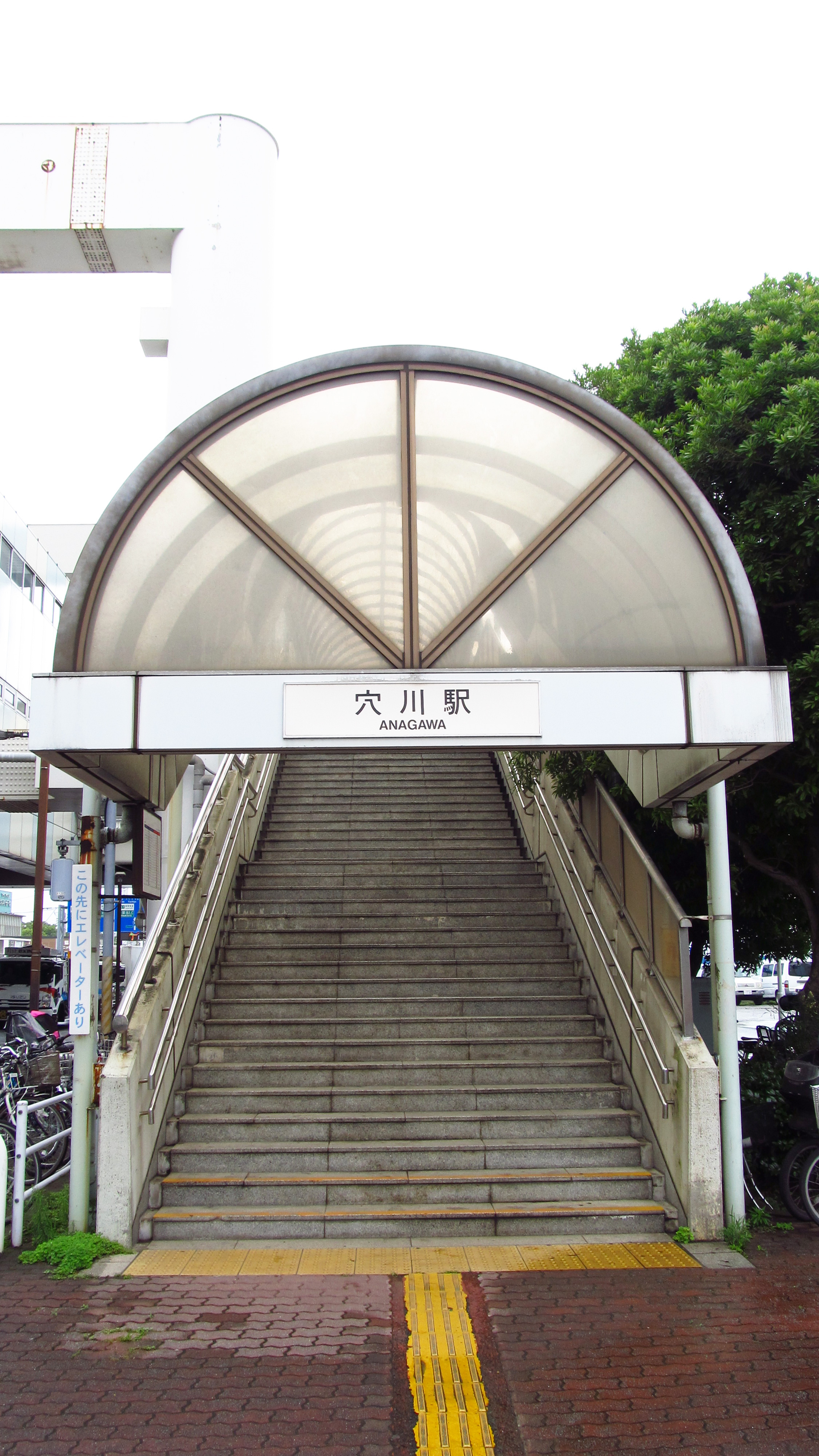
南側1號出入口（2019年7月）
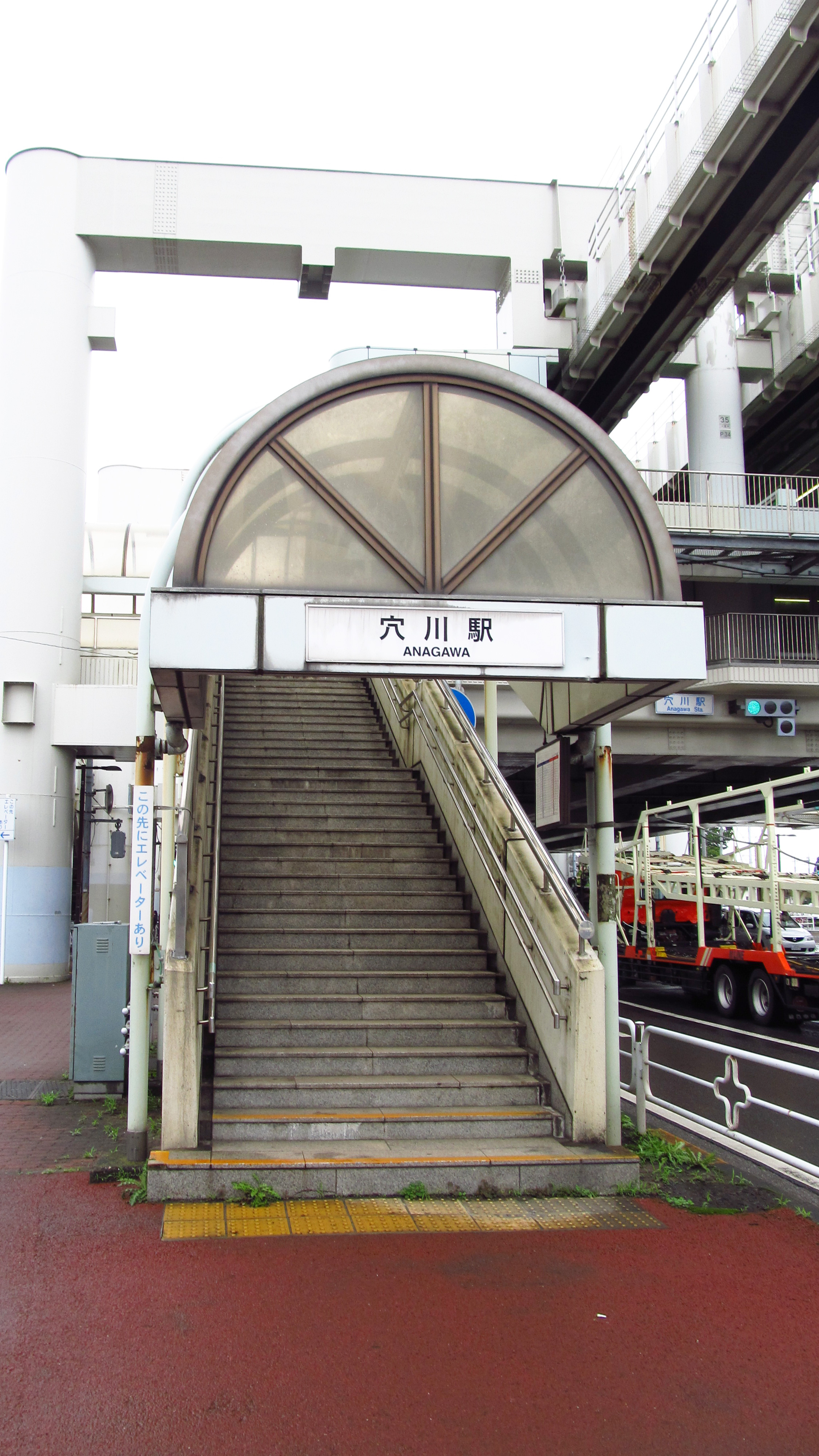
北側4號出入口（2019年7月）
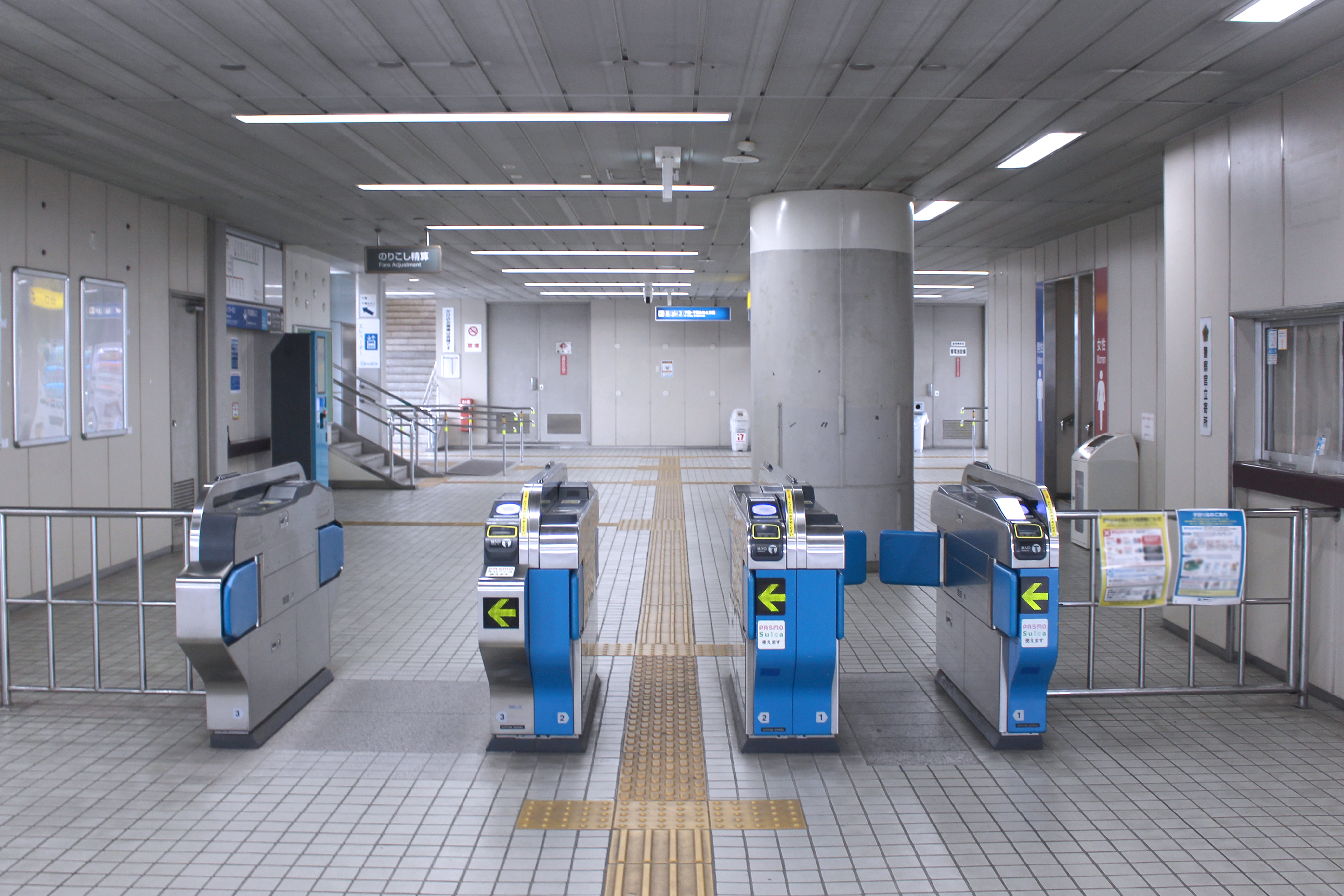
檢票口（2024年7月）
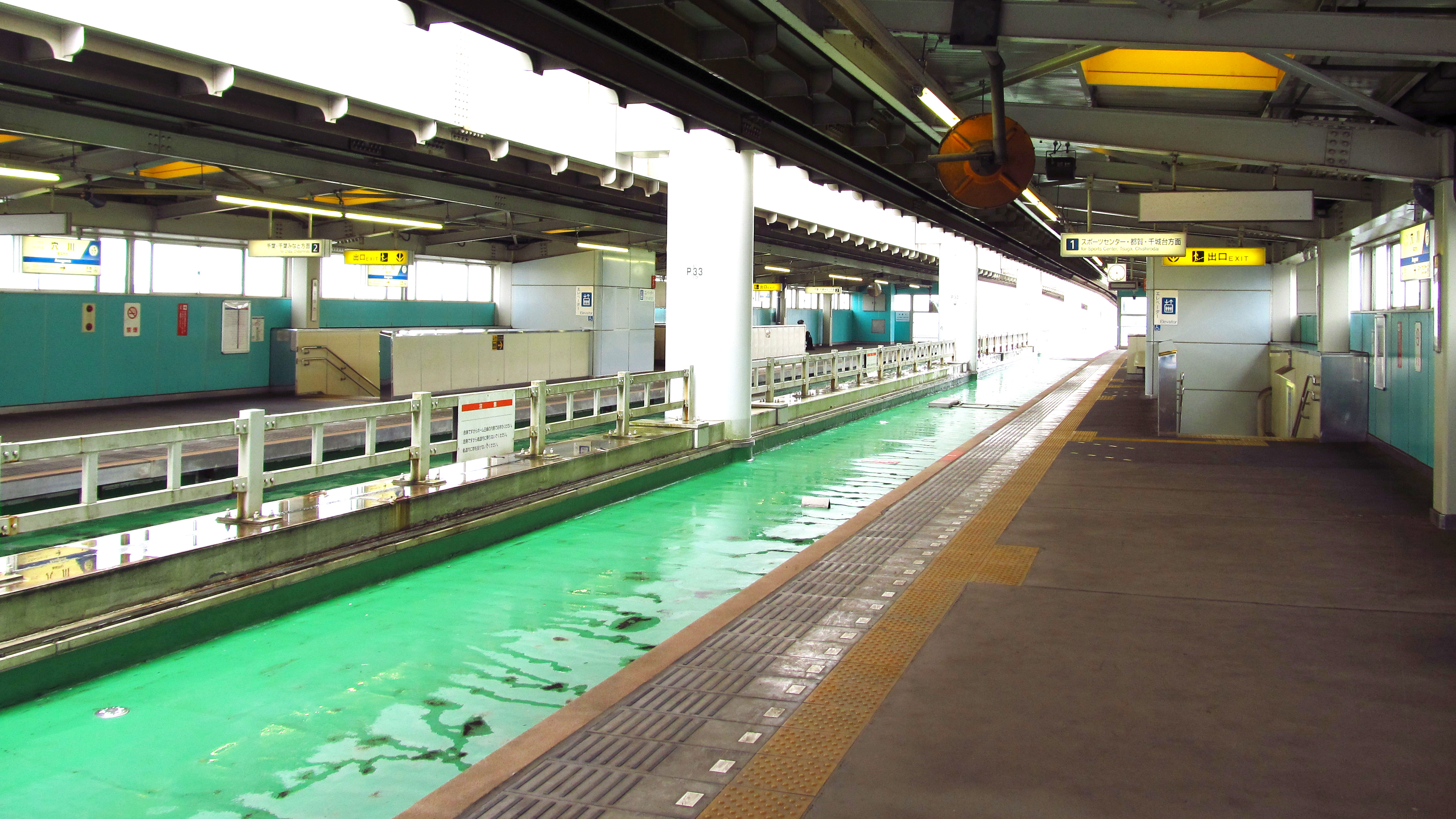
1號月台（2019年7月）
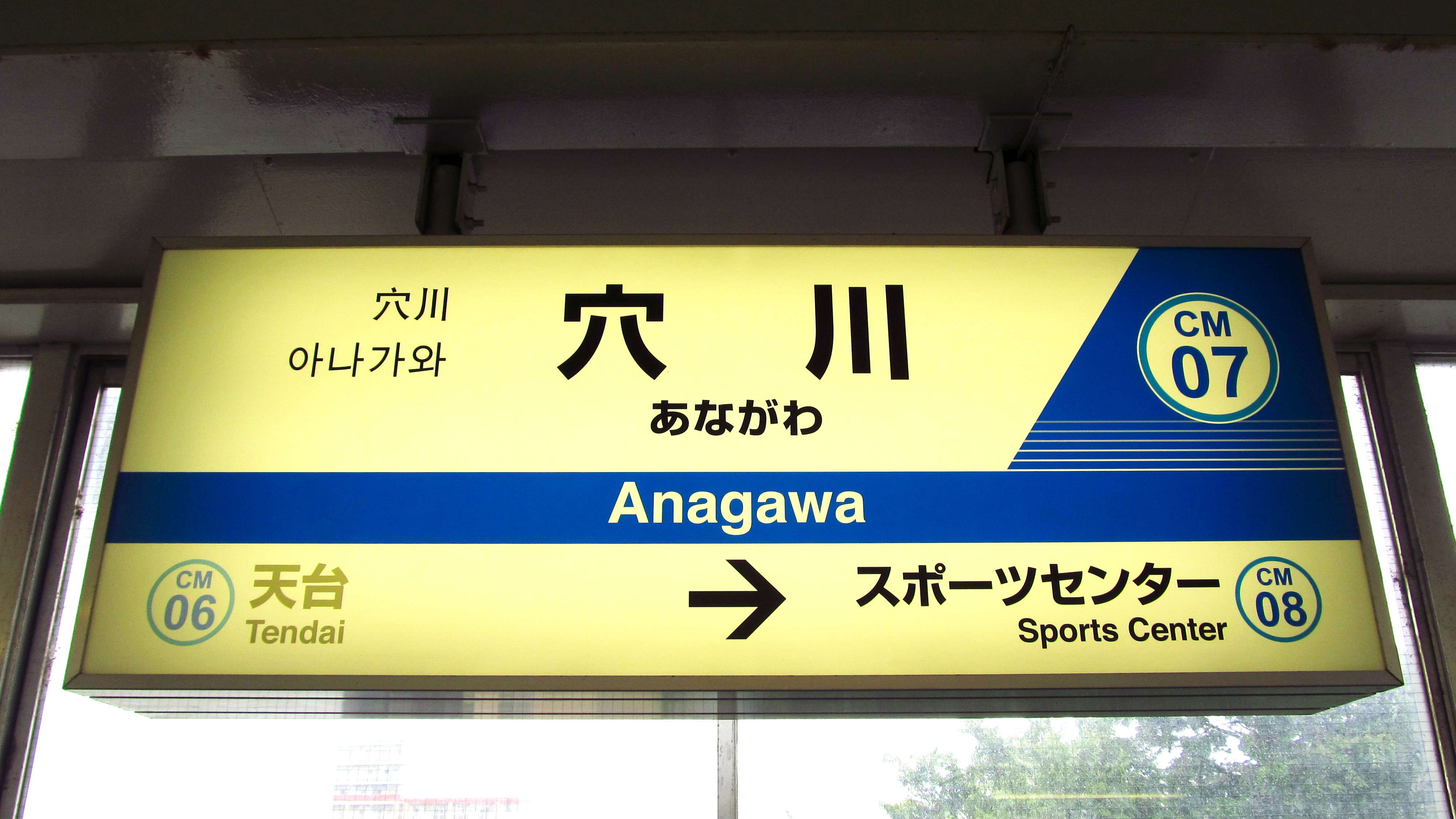
1號月台站名牌（2019年7月）

## 使用情況
2017年度1日平均上車人次為1,795人。千葉都市單軌電車18個車站當中排行第10位。
近年1日平均上車人次推移如下表。
| 年度   | 千葉都市單軌電車 |
| ------ | ---------------- |
| 1999年 | 1,344            |
| 2000年 | 1,277            |
| 2001年 | 1,284            |
| 2002年 | 1,306            |
| 2003年 | 1,226            |
| 2004年 | 1,146            |
| 2005年 | 1,194            |
| 2006年 | 1,250            |
| 2007年 | 1,306            |
| 2008年 | 1,403            |
| 2009年 | 1,393            |
| 2010年 | 1,358            |
| 2011年 | 1,376            |
| 2012年 | 1,488            |
| 2013年 | 1,563            |
| 2014年 | 1,599            |
| 2015年 | 1,658            |
| 2016年 | 1,701            |
| 2017年 | 1,795            |

## 相鄰車站
千葉都市單軌電車
 2號線
天台（CM06）－穴川（CM07）－體育中心（CM08）

## 外部連結
- 千葉都市單軌電車 穴川站 （页面存档备份，存于）